# Canistota
Canistota és una població dels Estats Units a l'estat de Dakota del Sud. Segons el cens del 2000 tenia 700 habitants.

## Demografia
Segons el cens del 2000, Canistota tenia 700 habitants, 254 habitatges, i 175 famílies. La densitat de població era de 482,6 habitants per km².
Dels 254 habitatges en un 35% hi vivien nens de menys de 18 anys, en un 58,3% hi vivien parelles casades, en un 6,7% dones solteres, i en un 31,1% no eren unitats familiars. En el 29,5% dels habitatges hi vivien persones soles el 18,9% de les quals corresponia a persones de 65 anys o més que vivien soles. El nombre mitjà de persones vivint en cada habitatge era de 2,55 i el nombre mitjà de persones que vivien en cada família era de 3,17.
Per edats la població es repartia de la següent manera: un 28% tenia menys de 18 anys, un 4,9% entre 18 i 24, un 26,6% entre 25 i 44, un 16,3% de 45 a 60 i un 24,3% 65 anys o més.
L'edat mediana era de 39 anys. Per cada 100 dones de 18 o més anys hi havia 84,6 homes.
La renda mediana per habitatge era de 31.389 $ i la renda mediana per família de 39.464 $. Els homes tenien una renda mediana de 30.655 $ mentre que les dones 19.000 $. La renda per capita de la població era de 14.708 $. Entorn del 8% de les famílies i el 9,4% de la població estaven per davall del llindar de pobresa.

## Poblacions més properes
El següent diagrama mostra les poblacions més properes.